# Тицин, Якуб Ксавер
Якуб Ксавер Тицин (нем. Xaver Jakub Ticin, 1 августа 1656 — 17 апреля 1693) — лужицкий писатель, иезуит, учёный. Известен как автор первой полностью дошедшей до нас изданной грамматики верхнелужицкого языка.

## Биография
Родился в Виттихенау (по-лужицки Кулов) в семье медянщика и лудильщика. В 1678—1679 году учился в Нысе, позднее продолжил своё образование в Праге, где и присоединился к иезуитам. В 1682 году вернулся из Праги в Нысу, где до 1684 года работал учителем, откуда вернулся в Прагу, а позднее в Хомутове. В 1689 году он посещал паломническое место Розенталь, о котором в 1692 вышла его книга лат. Epitome Historiae Rosenthalensis, Sive Compendia.
В качестве капеллана принимал участие в ходе Великой Турецкой войны, где и погиб под Белградом в 1693 году.

## Основания вендского языка
В 1679 году в Праге издал на латинском языке грамматику верхнелужицкого языка лат. Principia Linguae Wendicae, Quam aliqui Wandalicam vocant («Основания вендского языка»). Это первая грамматика верхнелужицкого языка на основе католической орфографии. Грамматика создана на основе родного для него куловского диалекта, за основу взяты латинская и чешская грамматики. В ней впервые была описана морфологическая система верхнелужицкого литературного языка. Три века спустя в 1985 году грамматика была переиздана.